# 矢吹渡
矢吹 渡（やぶき わたる、1943年12月1日 - ）は、日本の俳優。本名、浜田 正彦。別名は浜田 柾彦。
大阪府池田市出身。西宮高校卒業。

## 人物
高校卒業後、舞台芸術学院に進学。1964年7月、東宝ニュータレントに応募して、東宝現代劇に合格。東宝俳優養成所を経て、芸術座の舞台『終着駅』でデビュー。1967年3月『あかさたな』で菊田一夫に認められ、『太陽のあいつ』の主人公に起用された。芸名の矢吹渡は『太陽のあいつ』の主人公矢吹一成からとって菊田が命名した。
趣味は乗馬、ポーリング、水泳、ギター。特技は珠算で、2級の腕まえ。

## 出演作品

### テレビドラマ
- 太陽のあいつ（1967年、TBS）
- 平四郎危機一発（1967年、TBS）
- 結婚ぎらい（1969年、フジテレビ）
- ある美人の一生（1969年、フジテレビ）
- 新・平家物語（1972年、NHK）
- 特別機動捜査隊（1972年、NET）
- 少年探偵団（1975年、日本テレビ）
- 太陽にほえろ!（1978年、日本テレビ）